# Effekta Regeltechnik GmbH
Effekta Regeltechnik GmbH este un producător german de echipamente de electroalimentare de siguranță.